# Casimir De la Gardie
Johan Casimir De la Gardie, född 5 april 1848, död 29 februari 1928, var en svensk greve, militär och överstekammarjunkare.
De la Gardie blev underlöjtnant vid Svea livgarde 1869 och slutligen överste och chef för Hälsinge regemente 1901. År 1897 blev han kammarherre och 1908 överstekammarjunkare vid Kungliga Hovstaterna 1908.
Han var son till löjtnanten greve M. G. De la Gardie och grevinnan Mariana Lewenhaupt, som var syster till kammarherren och riksdagsmannen Casimir Lewenhaupt. Casimir De la Gardie är begravd på Norra begravningsplatsen utanför Stockholm.
Han var gift från 1888 med grevinnan Hedda Margareta von Hermansson född 1864 och hade med henne fyra barn.

## Utmärkelser

### Svenska utmärkelser
- Konung Oscar II:s och Drottning Sofias guldbröllopsminnestecken, 1907.[3]
- Konung Oscar II:s jubileumsminnestecken, 1897.[3]
- Kronprins Gustafs och Kronprinsessan Victorias silverbröllopsmedalj, 1906.[3]
- Kommendör med stora korset av Nordstjärneorden, 6 juni 1918.[4]
- Kommendör av första klassen av Nordstjärneorden, 16 juni 1908.[5]
- Riddare av första klassen av Svärdsorden, 1891.[6]

### Utländska utmärkelser
- Riddare av första klassen av Ryska Sankt Annas orden, senast 1915.[3]
- Storofficer av Franska Hederslegionen, senast 1915.[3]
- Andra klassen av Osmanska rikets Osmanié-orden, senast 1915.[3]
- Kommendör av andra klassen av Badiska Zähringer Löwenorden, senast 1915.[3]
- Kommendör av andra graden av Danska Dannebrogorden, senast 1915.[3]
- Riddare av fjärde klassen av Preussiska Kronorden, senast 1915.[3]